# Trophée Dennis-A.-Murphy
Le trophée Dennis-A.-Murphy est remis annuellement au meilleur défenseur de hockey sur glace de la saison dans l'Association mondiale de hockey.
Le trophée fut nommé en honneur de Dennis Murphy (en), cofondateur de l'AMH.

## Joueurs récompensés
- 1972-1973 – Jean-Claude Tremblay, Nordiques de Québec
- 1973-1974 – Pat Stapleton, Cougars de Chicago
- 1974-1975 – Jean-Claude Tremblay, Nordiques de Québec
- 1975-1976 – Paul Shmyr, Crusaders de Cleveland
- 1976-1977 – Ron Plumb, Stingers de Cincinnati
- 1977-1978 – Lars-Erik Sjöberg, Jets de Winnipeg
- 1978-1979 – Rick Ley, Whalers de la Nouvelle-Angleterre